# ISO 13485
ISO 13485 — международный отраслевой стандарт, который был разработан Международной организацией по стандартизации. Стандарт содержит требования к системе менеджмента качества производителей медицинских изделий. Требования к системе менеджмента качества, установленные в стандарте, являются дополнительными по отношению к техническим требованиям к продукции. Данный вид стандарта является добровольным к применению.
Текущая, третья, версия стандарта опубликована в 2016 году. В 2012 году стандарт был гармонизирован с Европейскими директивами в области медицинских изделий 93/42/EEC, 98/79/EC и 90/385/EEC. Вторая версия стандарта была опубликована в 2003 году, первая — в 1996 году. Основой для разработки ISO 13485 явился стандарт Европейского комитета по стандартизации EN 46001 «Quality systems — Medical devices — Particular requirements for the application of EN 29001» (введен в действие в 1993 году и отменен в 2000 году).

## Цель создания
Цель стандарта — содействие внедрению в системы менеджмента качества гармонизированных установленных требований к медицинским изделиям. Стандарт включает в себя некоторые специальные требования к медицинским изделиям, а также исключает некоторые требования, которые не являются установленными, в связи с чем организации, чьи системы менеджмента качества отвечают требованиям настоящего стандарта, не могут заявлять о соответствии, пока их системы менеджмента качества не будут удовлетворять всем без исключения требованиям. Дополнительной целью стандарта является обеспечение полной открытости и доступности процессов регулирования обращения медицинских изделий для субъектов обращения медицинских изделий.

## Объект стандартизации
Стандарт определяет требования к системе менеджмента качества, которые могут применяться организацией при проектировании, разработке, производстве, монтаже и обслуживании медицинских изделий, а также при проектировании, разработке и обеспечении связанных с ними услуг. Стандарт может применяться внутренними и внешними по отношению к организации заинтересованными сторонами, включая органы по сертификации, для оценки способности организации удовлетворять требования потребителя и требования, установленные в соответствии с нормативными документами.

## Область применения
Стандарт определяет набор требований к системе менеджмента качества в случаях, когда организации необходимо продемонстрировать способность поставлять медицинские изделия, отвечающие как требованиям потребителя, так и требованиям, применимым к этим медицинским изделиям.

## Разделы стандарта
Требования стандарта представлены в восьми разделах (наименования разделов идентичны ISO 9001):
- область применения;
- нормативные ссылки;
- термины и определения;
- система менеджмента качества;
- ответственность руководства;
- менеджмент ресурсов;
- процессы жизненного цикла продукции;
- измерение (оценка), анализ и улучшение.

В каждом из разделов имеются дополнительные по отношению к ISO 9001 требования, характерные для медицинской отрасли. Основные дополнительные требования содержатся в разделе 7 «Процессы жизненного цикла продукции» и включают, например, такие пункты:
- 7.5.1.3 «Специальные требования к стерильным медицинским изделиям»
- 7.5.2 «Валидация процессов производства и обслуживания»
- 7.5.2.1 «Общие требования»
- 7.5.3 «Идентификация и прослеживаемость»
- 7.5.3.1 «Идентификация»
- 7.5.2.2 «Специальные требования к стерильным медицинским изделиям»
- 7.5.3.2 «Прослеживаемость»
- 7.5.3.2.1 «Общие положения»
- 7.5.3.2.2 «Специальные требования к активным имплантируемым медицинским изделиям и имплантируемым медицинским изделиям»
- 7.5.3.3 «Идентификация статуса»
- 7.5.4 «Собственность потребителей»
- 7.5.5 «Сохранение соответствия продукции»
- 7.6 «Управление устройствами для мониторинга и измерений»

## Связь с другими стандартами и особенности внедрения
Основные требования международного стандарта ISO 13485 основываются на требованиях стандарта ISO 9001. Однако в связи с тем, что стандарт ISO 13485 полностью посвящён медицинским изделиям и сопутствующим услугам, в нём содержится множество специфических требований, затрагивающих различные сферы данной отрасли, например: требования к складским помещениям; требования к гигиене персонала, оборудованию и помещениям; механизм отзыва продукции с рынка, если обнаружено её негативное влияние на человека. Помимо этого, можно выделить следующие различия:
- более жесткая система требований, касающихся валидации, управления производством, метрологического обеспечения, управления персоналом, документирования;
- отсутствуют требования ISO 9001 к демонстрации постоянного улучшения. ISO 13485 требует только, чтобы организация прошедшая сертификацию продемонстрировала, что система качества эффективно внедрена и поддерживается;
- отсутствуют требования к оценке удовлетворенности потребителей;
- требование по проведению подтверждения соответствия всех процессов на производстве, а не только специальных;
- стандарт предполагает больший акцент на применении статистических методов, которые позволяют не только улучшать качественные показатели продукции, но и оптимизировать процесс[3].

В дополнение к стандарту в период 2004—2016 годов действовал стандарт ISO/TR 14969:2004 «Medical devices — Quality management systems — Guidance on the application of ISO 13485: 2003», представлявший собой руководство по разработке, применению и поддержанию системы менеджмента качества, соответствующей требованиям ISO 13485:2003. С 2016 года взамен его введен в действие справочник «ISO 13485:2016 — Medical devices — A practical guide».
Для оценки риска стандарт ISO 13485 обращается к ISO 14971 «Medical devices — Application of risk management to medical devices» (хотя применение последнего не является обязательным, организациям рекомендуется рассмотреть его до начала разработки любого из своих инструментов оценки рисков).

### Особенности внедрения
Большинство особенностей стандарта ISO 13485 обусловлены повышенными требованиями к безопасности выпускаемых изделий.
При внедрении стандарта необходимо задействование экспертов в области медицины, которые готовят отзыв на выпускаемую продукцию. Это требует от производителей постоянного анализа плюсов и минусов продукции, выявления областей для улучшения и в итоге содействует повышению безопасности изделия.
Стандарт ISO 13485 содержит требования к созданию технических файлов на продукцию. В России ближайшим аналогом технических файлов являются технические условия. Технические файлы, однако, представляют собой более обширный документ, описывающий историю создания продукта, его производства и применения, таблицы соответствий требованиям директивы со ссылками на документы, подтверждающие это соответствие, жалобы пользователей и результаты их анализа. Наибольшую важность технические файлы имеют для европейских служб по надзору в сфере здравоохранения, являющихся аналогом Росздравнадзор, требующих полный доступ к выше упомянутым файлам.
Применение менеджмента рисков к медицинским изделиям и Директивы 98/79/EC IVD, которые также предъявляют требования к безопасности медицинской продукции, обязывают организации разрабатывать процедуры по надзору за медицинскими изделиями («Vigilance System»). Также необходимо внедрить систему наблюдения за продукцией после её продажи.
При внедрении базовых стандартов и директив необходимо принять решение, какими дополнительными стандартами пользоваться в работе. В этом случае в Европе применяются «MEDDEV» и «NB-MED» — руководящие документы Европейской комиссии, разъясняющие конкретные положения директив и иных нормативных документов.

## Организации, в которых применимы требования стандарта ISO 13485
- Организации, производящие медицинское оборудование и изделия под частным брендом и желающих самостоятельно размещать свою продукцию на рынках ЕС
- Организации, занимающиеся только проектированием медицинской техники
- Организации, разрабатывающие программное обеспечение для медицинской техники
- Организации, производящие компоненты медицинской техники

## Урегулирование проблем с законодательством
Стандарт призван также решить существующие пробелы в законодательстве. Принятие требований стандарта позволит обеспечить:
- условия, необходимые для предотвращения поступления на внутренний рынок медицинских изделий, не соответствующих установленным требованиям безопасности, качества, эффективности;
- вступление всех организаций, занятых в этой области, в саморегулируемую организацию, которая обязана осуществлять контроль за соблюдениями требований законодательства, а также нести ответственность за нарушения;
- своевременное и достаточное обеспечение государственных и частных медицинских учреждений а также граждан современными медицинскими изделиями;
- уменьшение рисков причинения вреда жизни и здоровью граждан, государственному и муниципальному имуществу, окружающей среде[7].

## Преимущества сертификации
По версии Британского института стандартов можно выделить следующие преимущества сертификации.
- Возможность беспрепятственной торговли в 25 странах Единой экономической зоны (ЕЕА) Европы, а также в Турции, Египте, Саудовской Аравии, Корее, Австралии, Новой Зеландии.
- Повышение коммерческой ценности товара с точки зрения большего доверия со стороны потребителей.
- Улучшение имиджа и бренда компаний, демонстрирующих приверженность требованиям международных стандартов, лучшим практикам и качеству продукции, а также соблюдение применимых законодательных и регулирующих требований.
- Получение возможности для выстраивания бизнес-процессов компании в соответствии с высокими требованиями международных и европейских стандартов.
- Увеличение объёма продаж, улучшение позиций на существующих рынках и обеспечение выхода на новые рынки сбыта.
- Получение конкурентных преимуществ в борьбе за выгодные контракты и заказы при прочих равных условиях.
- Независимое подтверждение соответствия требованиям международных и национальных стандартов в международном органе по сертификации.
- Стандарт ISO 13485 гармонирует с другими международными стандартами и спецификациями систем менеджмента, такими как ISO 9001, GMP и другими, что дает возможность построения эффективной системы управления[8].